# I liga chilijska w piłce nożnej (2000)
I liga chilijska w piłce nożnej (2000)
Mistrzem Chile został klub Club Universidad de Chile, natomiast wicemistrzem Chile – Cobreloa.
Do Copa Libertadores w roku 2001 zakwalifikowały się następujące kluby:
- Club Universidad de Chile – mistrz Chile
- Cobreloa – wicemistrz Chile
- Deportes Concepción – Liguilla Pre-Libertadores

Do Copa Mercosur w roku 2000 zakwalifikowały się następujące kluby:
- CSD Colo-Colo
- CD Universidad Católica
- Club Universidad de Chile

Do II ligi spadły 2 kluby:
- Everton Viña del Mar – przedostatni w tabeli końcowej
- Provincial Osorno – ostatni w tabeli końcowej

Do I ligi awansowały 2 kluby:
- Unión San Felipe – mistrz drugiej ligi
- CSD Rangers – wicemistrz drugiej ligi

## Primera División de Chile 2000

### Kolejka 1
| Data             | Mecz |
| ---------------- | --- |
| 15 kwietnia 2000 | CSD Colo-Colo – Provincial Osorno 2:2 Sebastián Ignacio González 11, Fernando Vergara 93 – Rubén Dundo 43k, Freddy Segura 89                                 |
| 15 kwietnia 2000 | Puerto Montt – Club Universidad de Chile 1:1 Luis Pizarro 13 – Pedro González 24                                                                             |
| 16 kwietnia 2000 | Unión Española – Cobreloa 0:2 Jaime Eduardo Riveros 19k, Juan Manuel Silva 90                                                                                |
| 16 kwietnia 2000 | Santiago Wanderers – CD O’Higgins 1:1 Moisés Villarroel 42 – Mauricio Dinamarca 23                                                                           |
| 16 kwietnia 2000 | Concepción – CD Palestino 1:0 Jorge Torres Vega 14k |
| 16 kwietnia 2000 | Coquimbo Unido – CD Huachipato 3:2 José González 6, Jorge Díaz 26, Axel Ahumada 61 – Leonardo Salazar 15, Rodrigo Raín 46                                    |
| 16 kwietnia 2000 | Audax Italiano – Everton Viña del Mar 2:0 Hugo Bravo 39, Richard Zambrano 90                                                                                 |
| 16 kwietnia 2000 | CD Universidad Católica – Santiago Morning 3:2 Mario Núñez 3k, Hugo Rolando Brizuela 53, Juan Carlos Madrid 82 – José Ortega 20, Fernando Patricio Martel 30 |

### Kolejka 2
| Data             | Mecz |
| ---------------- | --- |
| 29 kwietnia 2000 | Provincial Osorno – CD Universidad Católica 1:2 Luis Díaz 32k – Mario Núñez 28k, Milovan Mirosevic 67                           |
| 29 kwietnia 2000 | Santiago Morning – Coquimbo Unido 1:0 Fernando Patricio Martel 52k                                                              |
| 29 kwietnia 2000 | Cobreloa – Club Universidad de Chile 1:0 Jaime Eduardo Riveros 81                                                               |
| 30 kwietnia 2000 | CD Palestino – Unión Española 1:4 Carlos Tapia 90s – José Luis Díaz 14, José Luis Díaz 45k, Ricardo Queraltó 52, Luis Medina 73 |
| 30 kwietnia 2000 | CD Huachipato – Santiago Wanderers 1:1 Luis Ceballos 82k – Domingo Arévalo 58                                                   |
| 30 kwietnia 2000 | CD O’Higgins – Audax Italiano 0:1 Néstor Contreras 57                                                                           |
| 30 kwietnia 2000 | Everton Viña del Mar – Concepción 0:0                                                                                           |
| 30 kwietnia 2000 | CSD Colo-Colo – Puerto Montt 2:1 José Luis Sierra 36, Fernando Vergara 75 – Juan Quiroga 87                                     |

### Kolejka 3
| Data        | Mecz |
| ----------- | --- |
| 6 maja 2000 | Club Universidad de Chile – CD Palestino 1:2 Clarence Acuña 34 – Leonel Marcelo Herrera 18, Agustín Salvatierra 61k                            |
| 6 maja 2000 | Santiago Wanderers – Santiago Morning 1:1 Joel Antonio Soto 89 – José Ortega 75k                                                               |
| 6 maja 2000 | Concepción – CD O’Higgins 1:0 Juan Carlos Cruz 27                                                                                              |
| 7 maja 2000 | CD Universidad Católica – CSD Colo-Colo 1:3 Hugo Rolando Brizuela 47 – Fernando Vergara 19, Fernando Vergara 61, Sebastián Ignacio González 64 |
| 7 maja 2000 | Puerto Montt – Cobreloa 0:0 |
| 7 maja 2000 | Audax Italiano – CD Huachipato 2:0 Richard Zambrano 7, Richard Zambrano 83                                                                     |
| 7 maja 2000 | Coquimbo Unido – Provincial Osorno 1:0 Jorge Díaz 63                                                                                           |
| 7 maja 2000 | Unión Española – Everton Viña del Mar 2:2 Julio Brian Gutiérrez 87, Luis Medina 93 – Moisés Ávila 40k, Marco Estrada 67                        |

### Kolejka 4
| Data         | Mecz |
| ------------ | --- |
| 13 maja 2000 | CSD Colo-Colo – Coquimbo Unido 3:3 Fernando Vergara 22, Héctor Raimundo Adomaitis 67, Fernando Vergara 73 – Jorge Díaz 36, Jorge Díaz 47, Mauricio Illesca 87 |
| 13 maja 2000 | CD O’Higgins – Unión Española 0:2 Luis Medina 41, Rodrigo Ignacio Valenzuela 61                                                                               |
| 13 maja 2000 | CD Palestino – Cobreloa 1:1 Eros Pérez 3 – Pablo Leonardo Caballero 2                                                                                         |
| 14 maja 2000 | Santiago Morning – Audax Italiano 2:0 Fernando Patricio Martel 37, Francisco Arrué 54                                                                         |
| 14 maja 2000 | CD Universidad Católica – Puerto Montt 5:0 Mario Núñez 15k, Mario Núñez 41, Hugo Rolando Brizuela 46, Franco Quiroz 49, Mario Núñez 67                        |
| 14 maja 2000 | Everton Viña del Mar – Club Universidad de Chile 0:3 Pedro González 31, Rodrigo Álvaro Tello 57, Pedro González 78                                            |
| 14 maja 2000 | Provincial Osorno – Santiago Wanderers 1:4 Juan José Ribera 65 – Domingo Arévalo 13, Rodrigo Núñez 69, Marcelo Enrique Corrales 74, Moisés Villarroel 84      |
| 14 maja 2000 | CD Huachipato – Concepción 0:1 Mauricio Andrés Pozo 84 |

### Kolejka 5
| Data         | Mecz                                                                                      |
| ------------ | ----------------------------------------------------------------------------------------- |
| 20 maja 2000 | Cobreloa – Everton Viña del Mar 2:0 Fernando Cornejo 10, Eduardo Bennett 60               |
| 20 maja 2000 | Concepción – Santiago Morning 1:1 Mauricio Andrés Pozo 23k – Juan Claudio González 45     |
| 20 maja 2000 | Unión Española – CD Huachipato 1:0 Ricardo Queraltó 13                                    |
| 20 maja 2000 | Santiago Wanderers – CSD Colo-Colo 1:1 Domingo Arévalo 45 – Fernando Vergara 37           |
| 21 maja 2000 | Club Universidad de Chile – CD O’Higgins 2:0 Rodrigo Álvaro Tello 54, Rodrigo Barrera 84  |
| 21 maja 2000 | Coquimbo Unido – CD Universidad Católica 0:2 Miguel Andrés Ponce 52, Milovan Mirosevic 83 |
| 21 maja 2000 | Puerto Montt – CD Palestino 1:1 Eric Lecaros 47 – Leonel Marcelo Herrera 23               |
| 21 maja 2000 | Audax Italiano – Provincial Osorno 2:0 Néstor Contreras 52, Richard Zambrano 90           |

### Kolejka 6
| Data         | Mecz |
| ------------ | --- |
| 24 maja 2000 | CD Huachipato – Club Universidad de Chile 1:2 Miguel Ángel Castillo 82 – Pedro González 76, Pedro González 85                      |
| 24 maja 2000 | CD Universidad Católica – Santiago Wanderers 3:0 Miguel Ramírez 40, Miguel Andrés Ponce 82, Hugo Rolando Brizuela 87               |
| 24 maja 2000 | CD O’Higgins – Cobreloa 2:1 Mauricio Dinamarca 57, Aníbal González 74 – Pablo Leonardo Caballero 42                                |
| 24 maja 2000 | CSD Colo-Colo – Audax Italiano 1:0 José Luis Sierra 76k                                                                            |
| 24 maja 2000 | Coquimbo Unido – Puerto Montt 3:2 Jorge Díaz 38, Carioca 55, Gamadiel García 76 – José Luis Sánchez 1, Mauricio Alejandro Tampe 81 |
| 25 maja 2000 | Santiago Morning – Unión Española 0:0                                                                                              |
| 25 maja 2000 | Provincial Osorno – Concepción 0:1 Mario Vargas 84                                                                                 |
| 27 maja 2000 | Everton Viña del Mar – CD Palestino 0:2 Leonel Marcelo Herrera 42, Nicolás Tagliani 94                                             |

### Kolejka 7
| Data            | Mecz |
| --------------- | --- |
| 10 czerwca 2000 | Unión Española – Provincial Osorno 5:1 Ricardo Queraltó 2, Rodrigo Ignacio Valenzuela 4, José Luis Díaz 23, Ricardo Queraltó 35, Ricardo Queraltó 46 – Mauricio Giganti 29 |
| 10 czerwca 2000 | Cobreloa – CD Huachipato 3:2 Fernando Cornejo 9, Pablo Leonardo Caballero 32, Mauricio Alejandro Donoso 82k – Marcelo Suárez 30, Luis Ceballos 42k                         |
| 10 czerwca 2000 | Concepción – CSD Colo-Colo 1:2 Ricardo Ormeño 69 – Sebastián Ignacio González 31, Sebastián Ignacio González 60                                                            |
| 10 czerwca 2000 | CD Palestino – CD O’Higgins 1:2 Patricio Sebastián Galaz 75k – Luis Medina 18, Mauricio Dinamarca 44                                                                       |
| 11 czerwca 2000 | Santiago Wanderers – Coquimbo Unido 3:0 Reinaldo Navia 38, Moisés Villarroel 42, Marcelo Enrique Corrales 63                                                               |
| 11 czerwca 2000 | Puerto Montt – Everton Viña del Mar 4:3 Juan Quiroga 9, José Luis Sánchez 29, Juan Quiroga 31, Eric Lecaros 55 – Raúl Duarte 60, Rolando Azás 77, Ariel Pereyra 90         |
| 11 czerwca 2000 | Club Universidad de Chile – Santiago Morning 2:1 Pedro González 9k, Diego Rivarola 47 – José Ortega 83                                                                     |
| 11 czerwca 2000 | Audax Italiano – CD Universidad Católica 1:2 Richard Zambrano 39 – Hugo Rolando Brizuela 61, Mario Núñez 77                                                                |

### Kolejka 8
| Data          | Mecz |
| ------------- | --- |
| 5 lipca 2000  | CD Universidad Católica – Concepción 0:0 |
| 5 lipca 2000  | Santiago Wanderers – Puerto Montt 3:2 Reinaldo Navia 20, Héctor Vega 61, Reinaldo Navia 92k – José Luis Sánchez 3, Eric Lecaros 77                                                  |
| 5 lipca 2000  | Provincial Osorno – Club Universidad de Chile 1:1 Luis Díaz 24 – Pedro González 26                                                                                                  |
| 5 lipca 2000  | CSD Colo-Colo – Unión Española 0:0 |
| 5 lipca 2000  | Coquimbo Unido – Audax Italiano 0:1 Richard Zambrano 17 |
| 5 lipca 2000  | CD Huachipato – CD Palestino 1:1 Luis Ceballos 30 – Agustín Salvatierra 31k |
| 6 lipca 2000  | Santiago Morning – Cobreloa 1:0 Fernando Patricio Martel 88 |
| 16 lipca 2000 | CD O’Higgins – Everton Viña del Mar 4:3 Mauricio Dinamarca 29, Alejandro Tobar 34, Christian Gálvez Núñez 73, José Carrasco 90 – Rolando Azás 3, Marco Estrada 15, Moisés Ávila 52k |

### Kolejka 9
| Data            | Mecz |
| --------------- | --- |
| 17 czerwca 2000 | Club Universidad de Chile – CSD Colo-Colo 3:1 Pedro González 19, Diego Rivarola 48, Pedro González 82 – Luis Ignacio Quinteros 71                                             |
| 17 czerwca 2000 | Everton Viña del Mar – CD Huachipato 2:2 Ariel Pereyra 48, Ariel Pereyra 77 – Marcelo Suárez 89, Sergio Gioíno 91                                                             |
| 18 czerwca 2000 | Puerto Montt – CD O’Higgins 1:0 Eric Lecaros 75 |
| 18 czerwca 2000 | Audax Italiano – Santiago Wanderers 1:3 Alejandro Carrasco 43 – Reinaldo Navia 24, Héctor Vega 66, Marcelo Enrique Corrales 81                                                |
| 18 czerwca 2000 | CD Palestino – Santiago Morning 1:4 Patricio Neira 79 – Ricardo González 29s, Fernando Patricio Martel 35, Francis Ferrero 50, Andrés Patricio Oroz 88                        |
| 18 czerwca 2000 | Unión Española – CD Universidad Católica 3:3 José Luis Díaz 14, Víctor Monje 35, José Luis Díaz 84 – Marcelo Carracedo 17, Hugo Rolando Brizuela 28, Hugo Rolando Brizuela 79 |
| 18 czerwca 2000 | Concepción – Coquimbo Unido 1:1 Patricio Almendra 54 – Jorge Díaz 66 |
| 18 czerwca 2000 | Cobreloa – Provincial Osorno 3:0 Luis Alberto Fuentes 22, Pablo Leonardo Caballero 31, Rubén Vallejos 36                                                                      |

### Kolejka 10
| Data          | Mecz |
| ------------- | --- |
| 8 lipca 2000  | Coquimbo Unido – Unión Española 1:2 Jorge Díaz 21 – Fernando Solís 10, Luis Medina 79                                            |
| 9 lipca 2000  | CD Huachipato – CD O’Higgins 3:2 Luis Ceballos 41, Luis Ceballos 56, Sergio Gioíno 75 – Alcidio Fleitas 7, Mauricio Dinamarca 39 |
| 9 lipca 2000  | Provincial Osorno – CD Palestino 2:0 Silvio Fernández 36k, Jaime Múñoz 92                                                        |
| 9 lipca 2000  | Santiago Wanderers – Concepción 2:1 Héctor Robles 57, Reinaldo Navia 87 – Mauricio Andrés Pozo 76                                |
| 9 lipca 2000  | Audax Italiano – Puerto Montt 1:2 Marco Andrés Olea 70 – Eric Lecaros 29, Juan Quiroga 77                                        |
| 9 lipca 2000  | CD Universidad Católica – Club Universidad de Chile 1:2 Hugo Rolando Brizuela 15 – Pedro González 16, Pedro González 83          |
| 9 lipca 2000  | CSD Colo-Colo – Cobreloa 2:2 David Andrés Henríquez 10, Raúl Alejandro Palacios 67 – Rubén Vallejos 53, Luis Alberto Fuentes 75  |
| 12 lipca 2000 | Santiago Morning – Everton Viña del Mar 1:2 Fernando Patricio Martel 11 – Moisés Ávila 63k, Ariel Pereyra 73                     |

### Kolejka 11
| Data          | Mecz |
| ------------- | --- |
| 12 lipca 2000 | Club Universidad de Chile – Coquimbo Unido 6:1 Diego Rivarola 16, Pedro González 25k, Diego Rivarola 51, Pedro González 52, Diego Rivarola 60, Jorge Guzmán 90 – Felipe Yáñez 70              |
| 12 lipca 2000 | Cobreloa – CD Universidad Católica 1:1 Jaime Eduardo Riveros 19 – Franco Quiroz 63 |
| 12 lipca 2000 | Unión Española – Santiago Wanderers 3:2 José Luis Díaz 16, Ricardo Queraltó 52, José Luis Díaz 75 – Rodrigo Núñez 28, Marcelo Enrique Corrales 61                                             |
| 12 lipca 2000 | Puerto Montt – CD Huachipato 1:3 José Luis Sánchez 87 – Marcelo Suárez 45, Miguel Ángel Castillo 55, Marcelo Suárez 65                                                                        |
| 12 lipca 2000 | CD O’Higgins – Santiago Morning 2:4 Mauricio Dinamarca 47, Mauricio Dinamarca 77k – Fernando Patricio Martel 46, Francisco Arrué 62, Fernando Patricio Martel 75, Fernando Patricio Martel 90 |
| 12 lipca 2000 | Concepción – Audax Italiano 1:1 Roberto Cáceres 70 – Marcelo Antonio Zunino 53 |
| 12 lipca 2000 | Everton Viña del Mar – Provincial Osorno 2:2 Raúl Duarte 60, Moisés Ávila 64 – Silvio Fernández 8, Juan José Ribera 67                                                                        |
| 12 lipca 2000 | CD Palestino – CSD Colo-Colo 2:4 Nicolás Tagliani 50, Nelson Lizana 73 – Carlos Reyes 9, Sebastián Ignacio González 42, José Luis Sierra 45k, Luis Guajardo 86                                |

### Kolejka 12
| Data             | Mecz |
| ---------------- | --- |
| 5 sierpnia 2000  | Santiago Morning – CD Huachipato 1:2 Francisco Arrué 46 – Manuel López 61, Luis Ceballos 65                                                                             |
| 5 sierpnia 2000  | Santiago Wanderers – Club Universidad de Chile 0:6 Cristián Castañeda 32, Pedro González 44k, Pedro González 62, David Reyes 79, Rodrigo Barrera 84, Rodrigo Barrera 85 |
| 5 sierpnia 2000  | CD Universidad Católica – CD Palestino 3:0 Arturo Norambuena 33, Leonardo Cauteruchi 73s, Miguel Ramírez 88                                                             |
| 6 sierpnia 2000  | CSD Colo-Colo – Everton Viña del Mar 5:0 Fernando Vergara 33k, Francisco Rojas 37, Sebastián Ignacio González 54, Nicolás Andrés Córdova 77, Fernando Vergara 88        |
| 6 sierpnia 2000  | Audax Italiano – Unión Española 1:0 Andrés Bayas 89 |
| 6 sierpnia 2000  | Coquimbo Unido – Cobreloa 1:1 André 75 – Jaime Eduardo Riveros 40 |
| 6 sierpnia 2000  | Provincial Osorno – CD O’Higgins 1:1 Manuel Hernández 90 – Alcidio Fleitas 53                                                                                           |
| 12 sierpnia 2000 | Concepción – Puerto Montt 1:0 Luis Chavarría 53 |

### Kolejka 13
| Data             | Mecz |
| ---------------- | --- |
| 19 sierpnia 2000 | CD Palestino – Coquimbo Unido 3:0 Nicolás Tagliani 13, Nicolás Tagliani 48, Patricio Sebastián Galaz 67                                                                                               |
| 19 sierpnia 2000 | Cobreloa – Santiago Wanderers 4:2 Jaime Eduardo Riveros 45k, Jaime Eduardo Riveros 63, Jaime Eduardo Riveros 66, Jaime Eduardo Riveros 88k – Marcelo Enrique Corrales 20, Marcelo Enrique Corrales 74 |
| 19 sierpnia 2000 | CD O’Higgins – CSD Colo-Colo 1:3 Aníbal González 40 – Luis Ignacio Quinteros 53, Nicolás Andrés Córdova 70, José Luis Sierra 83k                                                                      |
| 19 sierpnia 2000 | Unión Española – Concepción 0:0 |
| 20 sierpnia 2000 | Everton Viña del Mar – CD Universidad Católica 2:2 Frank Lobos 30, Moisés Ávila 51 – Cristián Álvarez 10, Mario Lepe 42                                                                               |
| 20 sierpnia 2000 | CD Huachipato – Provincial Osorno 2:2 Sergio Gioíno 7, Miguel Ángel Castillo 42 – Luis Aguilar 24, José Denis 67                                                                                      |
| 20 sierpnia 2000 | Puerto Montt – Santiago Morning 5:1 Mauricio Alejandro Tampe 17, Mauricio Alejandro Tampe 31, Luis Pizarro 39, Juan Quiroga 60, Juan Quiroga 89k – Francisco Arrué 88k                                |
| 20 sierpnia 2000 | Club Universidad de Chile – Audax Italiano 1:1 Pedro González 54k – Hugo Bravo 66 |

### Kolejka 14
| Data             | Mecz |
| ---------------- | --- |
| 26 sierpnia 2000 | Unión Española – Puerto Montt 1:0 Eladio Rojas Reyes 12                                                                                             |
| 26 sierpnia 2000 | CD Universidad Católica – CD O’Higgins 1:3 Mario Lepe 41 – Darío Gálvez 55, Ricardo Viveros 77, Cristián Gálvez 85                                  |
| 26 sierpnia 2000 | Santiago Wanderers – CD Palestino 2:1 Marcelo Enrique Corrales 43, Reinaldo Navia 74 – Nicolás Tagliani 55                                          |
| 27 sierpnia 2000 | Concepción – Club Universidad de Chile 1:2 Luis Chavarría 22 – Rodrigo Barrera 26, Pedro González 40                                                |
| 27 sierpnia 2000 | Audax Italiano – Cobreloa 4:1 Richard Zambrano 14, Richard Zambrano 49, Alejandro Carrasco 88, Mariano Nicolás Mignini 90 – Luis Alberto Fuentes 46 |
| 27 sierpnia 2000 | Provincial Osorno – Santiago Morning 3:1 Silvio Fernández 49, Silvio Fernández 55k, Luis Díaz 82k – Francisco Cañete 16                             |
| 27 sierpnia 2000 | Coquimbo Unido – Everton Viña del Mar 1:0 Felipe Yáñez 59                                                                                           |
| 27 sierpnia 2000 | CSD Colo-Colo – CD Huachipato 1:1 José Luis Sierra 43 – Luis Ceballos 58k                                                                           |

### Kolejka 15
| Data                | Mecz |
| ------------------- | --- |
| 9 września 2000     | CD Palestino – Audax Italiano 2:3 Jaime Rubilar 6, Nicolás Tagliani 18 – Marco Andrés Olea 23, Néstor Contreras 50, Néstor Contreras 90                                                      |
| 9 września 2000     | Santiago Morning – CSD Colo-Colo 4:3 Fernando Patricio Martel 17, Roberto Cerino 50, Fernando Patricio Martel 51, Roberto Cerino 77 – José Luis Sierra 9, Fernando Vergara 36, Raúl Muñoz 90 |
| 9 września 2000     | CD Huachipato – CD Universidad Católica 1:4 Marcelo Suárez 54 – Arturo Norambuena 5, Arturo Norambuena 15, Juan Carlos Madrid 73, Juan Carlos Madrid 80                                      |
| 10 września 2000    | Puerto Montt – Provincial Osorno 3:0 Ariel Giles 32, Juan Quiroga 45, Juan Quiroga 90 |
| 10 września 2000    | Cobreloa – Concepción 2:0 Jaime Eduardo Riveros 8, Jaime Eduardo Riveros 11 |
| 10 września 2000    | Club Universidad de Chile – Unión Española 3:0 Pablo Ortega 60s, Leonardo Adrián Rodríguez 76, Alex Von Schwedler 84                                                                         |
| 13 września 2000    | Everton Viña del Mar – Santiago Wanderers 1:1 Ariel Pereyra 62 – Héctor Vega 72 |
| 5 października 2000 | CD O’Higgins – Coquimbo Unido 2:2 Ricardo Viveros 67, Ricardo Viveros 86 – Jorge Díaz 42k, Jorge Díaz 56                                                                                     |

### Kolejka 16
| Data             | Mecz |
| ---------------- | --- |
| 16 września 2000 | CD Palestino – Concepción 2:1 Nicolás Tagliani 8, Eros Pérez 57 – Luis Chavarría 78                                |
| 16 września 2000 | Club Universidad de Chile – Puerto Montt 2:0 Cristián Castañeda 13, Diego Rivarola 42                              |
| 16 września 2000 | Provincial Osorno – CSD Colo-Colo 0:1 Raúl Muñoz 81                                                                |
| 17 września 2000 | Cobreloa – Unión Española 3:0 Paolo Vivar 6, Paolo Vivar 20, Eduardo Bennett 29                                    |
| 17 września 2000 | Everton Viña del Mar – Audax Italiano 2:1 Frank Lobos 35, Frank Lobos 57 – Marco Andrés Olea 81                    |
| 17 września 2000 | CD Huachipato – Coquimbo Unido 2:0 Marcelo Suárez 62, Marcelo Suárez 74                                            |
| 17 września 2000 | CD O’Higgins – Santiago Wanderers 3:0 Toribio Caballero 47, Mauricio Dinamarca 61, Ricardo Viveros 86              |
| 17 września 2000 | Santiago Morning – CD Universidad Católica 3:0 Arturo Norambuena 28s, Fernando Patricio Martel 85, Moisés Ávila 88 |

### Kolejka 17
| Data             | Mecz |
| ---------------- | --- |
| 23 września 2000 | Unión Española – CD Palestino 0:0                                                                                        |
| 23 września 2000 | Concepción – Everton Viña del Mar 0:2 Roberto Cáceres 81, Verdejo 87                                                     |
| 23 września 2000 | CD Universidad Católica – Provincial Osorno 2:1 Juan Carlos Madrid 69, Juan Carlos Madrid 88 – Luis Díaz 32              |
| 24 września 2000 | Coquimbo Unido – Santiago Morning 3:1 Jorge Díaz 35, André 59, Jorge Díaz 84 – Francis Ferrero 71                        |
| 24 września 2000 | Santiago Wanderers – CD Huachipato 1:0 Domingo Arévalo 33                                                                |
| 24 września 2000 | Puerto Montt – CSD Colo-Colo 2:2 Mauricio Alejandro Tampe 5, Juan Quiroga 85k – Pablo Gaglianone 44, Fernando Vergara 65 |
| 24 września 2000 | Audax Italiano – CD O’Higgins 1:0 Alejandro Carrasco 66                                                                  |
| 24 września 2000 | Club Universidad de Chile – Cobreloa 3:1 Pedro González 31, Hugo Bravo 77s, Pedro González 90 – Paolo Vivar 4            |

### Kolejka 18
| Data                | Mecz |
| ------------------- | --- |
| 30 września 2000    | Santiago Morning – Santiago Wanderers 0:0 |
| 30 września 2000    | CD Palestino – Club Universidad de Chile 3:1 Jaime Rubilar 38, Eros Pérez 68, Clovis Bento 78 – Rodrigo Barrera 71                                                                                |
| 30 września 2000    | CD O’Higgins – Concepción 3:2 Mauricio Dinamarca 22, Alcidio Fleitas 40, Alejandro Tobar 61 – Carlos Verdugo 10, Mauricio Andrés Pozo 36k                                                         |
| 1 października 2000 | Everton Viña del Mar – Unión Española 1:1 Marcelo Wálter Fracchia 4 – José Luis Díaz 16 |
| 1 października 2000 | CD Huachipato – Audax Italiano 2:1 Marcelo Suárez 39, Sergio Gioíno 61 – Néstor Contreras 18 |
| 1 października 2000 | Provincial Osorno – Coquimbo Unido 0:0 |
| 1 października 2000 | Cobreloa – Puerto Montt 6:1 Jaime Eduardo Riveros 26, Fernando Cornejo 36, Eduardo Bennett 56, Jaime Eduardo Riveros 59, Jaime Eduardo Riveros 80, Jaime Eduardo Riveros 85 – César Yáñez 87      |
| 1 października 2000 | CSD Colo-Colo – CD Universidad Católica 3:3 Marcelo Pablo Barticciotto 39, José Luis Sierra 85k, Luis Ignacio Quinteros 90 – Milovan Mirosevic 46, Hugo Rolando Brizuela 53, Marcelo Carracedo 67 |

### Kolejka 19
| Data                 | Mecz |
| -------------------- | --- |
| 9 października 2000  | Puerto Montt – CD Universidad Católica 1:1 José Luis Sánchez 12 – Hugo Rolando Brizuela 51                                                                                        |
| 9 października 2000  | Cobreloa – CD Palestino 0:0 |
| 9 października 2000  | Audax Italiano – Santiago Morning 0:0 |
| 9 października 2000  | Unión Española – CD O’Higgins 0:0 |
| 9 października 2000  | Concepción – CD Huachipato 1:0 Patricio Almendra 76 |
| 11 października 2000 | Club Universidad de Chile – Everton Viña del Mar 2:1 Rodrigo Barrera 39, Pedro González 50k – Mario Cáceres 90                                                                    |
| 11 października 2000 | Santiago Wanderers – Provincial Osorno 5:2 Reinaldo Navia 19, Ricardo Ormeño 25, Domingo Arévalo 53, Reinaldo Navia 66, Domingo Arévalo 90 – Manuel Hernández 22, Jaime Muñoz 79k |
| 12 października 2000 | Coquimbo Unido – CSD Colo-Colo 2:1 Jorge Díaz 66k, Juan Ramón Fleitas 90 – Luis Guajardo 74                                                                                       |

### Kolejka 20
| Data                 | Mecz |
| -------------------- | --- |
| 14 października 2000 | CD Palestino – Puerto Montt 1:1 Clovis Bento 54 – Héctor Barra 66                                                                                |
| 14 października 2000 | Santiago Morning – Concepción 2:0 Francis Ferrero 37, Fernando Patricio Martel 90                                                                |
| 14 października 2000 | Everton Viña del Mar – Cobreloa 3:2 Juan Luis González 14, Pedro Jaque 70, Hugo Bravo 89s – Rodrigo Corrales 38, Jaime Eduardo Riveros 45        |
| 14 października 2000 | CD O’Higgins – Club Universidad de Chile 2:0 Danilo Baltierra 38, Ricardo Viveros 75                                                             |
| 15 października 2000 | CD Huachipato – Unión Española 2:3 Luis Ceballos 45k, Luis Ceballos 88k – José Luis Díaz 57k, Ricardo Queraltó 63, Rodrigo Ignacio Valenzuela 83 |
| 15 października 2000 | CD Universidad Católica – Coquimbo Unido 0:0 |
| 15 października 2000 | Provincial Osorno – Audax Italiano 2:4 Luis Díaz 49, Luis Díaz 66 – Marcelo Caro 8, Marcelo Caro 45, Richard Zambrano 65k, Marco Andrés Olea 90  |
| 15 października 2000 | CSD Colo-Colo – Santiago Wanderers 1:1 Hernán Rodrigo López 25 – Domingo Arévalo 82                                                              |

### Kolejka 21
| Data                 | Mecz |
| -------------------- | --- |
| 18 października 2000 | CD Palestino – Everton Viña del Mar 1:0 Nelson Lizana 52                                                                      |
| 18 października 2000 | Cobreloa – CD O’Higgins 3:1 Eduardo Bennett 2, Jaime Eduardo Riveros 21, Jaime Eduardo Riveros 34 – Mario Salinas 74          |
| 18 października 2000 | Unión Española – Santiago Morning 1:1 Enrique Saucedo 90 – Fernando Patricio Martel 30                                        |
| 18 października 2000 | Puerto Montt – Coquimbo Unido 1:1 Juan Quiroga 59 – Cristián Alejandro Gómez 70                                               |
| 18 października 2000 | Concepción – Provincial Osorno 2:1 Mauricio Andrés Pozo 20, Carlos Verdugo 72 – Mauricio Soto 27                              |
| 18 października 2000 | Club Universidad de Chile – CD Huachipato 2:1 Leonardo Adrián Rodríguez 59, Cristián Eduardo Reynero 88s – Rodrigo Raín 73    |
| 18 października 2000 | Santiago Wanderers – CD Universidad Católica 4:0 Domingo Arévalo 10, Reinaldo Navia 38, Domingo Arévalo 60, Reinaldo Navia 82 |
| 25 października 2000 | Audax Italiano – CSD Colo-Colo 0:1 Marcelo Pablo Barticciotto 35                                                              |

### Kolejka 22
| Data                 | Mecz |
| -------------------- | --- |
| 25 października 2000 | Santiago Morning – Club Universidad de Chile 1:6 Francisco Arrué 70 – Diego Rivarola 19, Diego Rivarola 20, Pedro González 28k, Pedro González 34, Pedro González 41, Rodrigo Barrera 76 |
| 25 października 2000 | CD O’Higgins – CD Palestino 2:2 Ricardo Viveros 75, Pedro Rivera 90 – Patricio Sebastián Galaz 25, Nicolás Tagliani 69                                                                   |
| 25 października 2000 | CD Universidad Católica – Audax Italiano 1:1 Arturo Norambuena 31 – Marcelo Caro 73 |
| 25 października 2000 | Provincial Osorno – Unión Española 1:3 Luis Díaz 45 – José Luis Díaz 37, Ricardo Queraltó 57, Gustavo Sandoval 76                                                                        |
| 25 października 2000 | CD Huachipato – Cobreloa 1:2 Mauricio Torrico 22 – Jaime Eduardo Riveros 86k, Paolo Vivar 90                                                                                             |
| 25 października 2000 | Coquimbo Unido – Santiago Wanderers 3:1 Jorge Díaz 47, Marcelo Jara 49, Gamadiel García 67 – Domingo Arévalo 76                                                                          |
| 25 października 2000 | Everton Viña del Mar – Puerto Montt 4:0 Daniel Pérez 35, Juan Luis González 50, Mario Cáceres 59, Mario Cáceres 90                                                                       |
| 25 października 2000 | CSD Colo-Colo – Concepción 2:2 Raúl Alejandro Palacios 30, Fernando Vergara 85 – Mario Vargas 52, Jonathan Cisternas 61                                                                  |

### Kolejka 23
| Data                 | Mecz |
| -------------------- | --- |
| 31 października 2000 | CD Palestino – CD Huachipato 2:3 Nicolás Tagliani 75, Enzo Giovanni Ferrari 89 – Carlos Valenzuela 2s, Sergio Gioíno 53, Luis Ceballos 87                                                   |
| 31 października 2000 | Puerto Montt – Santiago Wanderers 4:2 Eric Lecaros 54, César Yáñez 62, Juan Quiroga 77, Eric Lecaros 79 – Héctor Robles 67, Reinaldo Navia 70                                               |
| 31 października 2000 | Concepción – CD Universidad Católica 1:0 Carlos Verdugo 7 |
| 1 listopada 2000     | Cobreloa – Santiago Morning 2:0 Eduardo Bennett 71, Marco Muñoz 88s |
| 1 listopada 2000     | Club Universidad de Chile – Provincial Osorno 5:2 Diego Rivarola 2, Cristián Castañeda 16, Pedro González 50, Pedro González 59k, Rodrigo Huerta 90s – Carlos Tapia 60, Silvio Fernández 65 |
| 1 listopada 2000     | Unión Española – CSD Colo-Colo 1:2 José Luis Díaz 61 – Sebastián Ignacio González 68, Marcelo Pablo Barticciotto 92k                                                                        |
| 1 listopada 2000     | Everton Viña del Mar – CD O’Higgins 3:2 Mario Cáceres 1, Mario Cáceres 55, Frank Lobos 66 – Alcidio Fleitas 28, Ricardo Viveros 72                                                          |
| 1 listopada 2000     | Audax Italiano – Coquimbo Unido 4:0 Marcelo Caro 42, Marco Andrés Olea 62, Marco Andrés Olea 77, Marco Andrés Olea 89                                                                       |

### Kolejka 24
| Data             | Mecz |
| ---------------- | --- |
| 1 listopada 2000 | CD Universidad Católica – Unión Española 2:3 Cristián Álvarez 27, Néstor Raúl Gorosito 64 – Gustavo Sandoval 22, Gustavo Sandoval 32, Miguel Ramírez 90s |
| 1 listopada 2000 | Santiago Wanderers – Audax Italiano 1:1 Reinaldo Navia 10 – Jorge Gálvez 58                                                                              |
| 1 listopada 2000 | Santiago Morning – CD Palestino 0:3 Nelson Lizana 17, Patricio Sebastián Galaz 88, Luis Reinaldo Flores 90                                               |
| 1 listopada 2000 | CD O’Higgins – Puerto Montt 3:2 José Carrasco 79, Danilo Baltierra 84, Alcidio Fleitas 87 – Juan Quiroga 26k, Mauricio Alejandro Tampe 77                |
| 1 listopada 2000 | Coquimbo Unido – Concepción 1:1 André 32 – Carlos Verdugo 15                                                                                             |
| 1 listopada 2000 | Provincial Osorno – Cobreloa 2:1 Silvio Fernández 58, Silvio Fernández 76 – Eduardo Bennett 45                                                           |
| 1 listopada 2000 | CD Huachipato – Everton Viña del Mar 2:0 Mauricio Torrico 45, Sergio Gioíno 78                                                                           |
| 1 listopada 2000 | CSD Colo-Colo – Club Universidad de Chile 1:3 Fernando Vergara 50 – Pedro González 71, Diego Rivarola 75, Diego Rivarola 81                              |

### Kolejka 25
| Data              | Mecz |
| ----------------- | --- |
| 11 listopada 2000 | CD Palestino – Provincial Osorno 5:1 Clovis Bento 27, Clovis Bento 38, Clovis Bento 71, Nicolás Tagliani 78, Nicolás Tagliani 88 – Mauricio Soto 61 |
| 11 listopada 2000 | Concepción – Santiago Wanderers 2:0 Mauricio Andrés Pozo 29, Patricio Almendra 45                                                                   |
| 11 listopada 2000 | Puerto Montt – Audax Italiano 2:0 Juan Quiroga 41k, Juan Quiroga 87                                                                                 |
| 11 listopada 2000 | Unión Española – Coquimbo Unido 2:0 Germán Tagle 45, Jorge Díaz 75                                                                                  |
| 12 listopada 2000 | Everton Viña del Mar – Santiago Morning 2:2 Raúl Duarte 75, Moisés Ávila 90 – Nibaldo Rubio 57, Francisco Arrué 86                                  |
| 14 listopada 2000 | CD O’Higgins – CD Huachipato 3:2 Mauricio Dinamarca 24k, Alcidio Fleitas 56, Ricardo Viveros 75 – Luis Peña 50, Sergio Gioíno 90                    |
| 29 listopada 2000 | Club Universidad de Chile – CD Universidad Católica 0:0                                                                                             |
| 29 listopada 2000 | Cobreloa – CSD Colo-Colo 2:1 Jaime Eduardo Riveros 30, Rubén Vallejos 56 – Sebastián Ignacio González 40                                            |

### Kolejka 26
| Data              | Mecz |
| ----------------- | --- |
| 18 listopada 2000 | Santiago Morning – CD O’Higgins 3:0 Francisco Arrué 39, Rodrigo Sanhueza 86, Rodrigo Sanhueza 90                          |
| 18 listopada 2000 | Coquimbo Unido – Club Universidad de Chile 0:0                                                                            |
| 18 listopada 2000 | CD Universidad Católica – Cobreloa 3:1 Juan Carlos Madrid 59, Milovan Mirosevic 62, Milovan Mirosevic 72 – Paolo Vivar 2  |
| 19 listopada 2000 | CD Huachipato – Puerto Montt 2:0 Cristián Eduardo Reynero 11, Miguel Ángel Castillo 89                                    |
| 19 listopada 2000 | Provincial Osorno – Everton Viña del Mar 2:0 José Denis 37, Jaime Muñoz 67                                                |
| 19 listopada 2000 | Santiago Wanderers – Unión Española 4:0 Reinaldo Navia 24, Reinaldo Navia 43, Rodrigo Antonio Pérez 45, Reinaldo Navia 60 |
| 19 listopada 2000 | Audax Italiano – Concepción 1:1 Marcelo Caro 19 – Mario Fabián Véner 73                                                   |
| 19 listopada 2000 | CSD Colo-Colo – CD Palestino 0:2 Patricio Sebastián Galaz 83, Patricio Sebastián Galaz 85                                 |

### Kolejka 27
| Data              | Mecz |
| ----------------- | --- |
| 25 listopada 2000 | Cobreloa – Coquimbo Unido 2:2 Jaime Eduardo Riveros 40, Rubén Vallejos 68 – Marcelo Jara 63, Manuel López 90               |
| 25 listopada 2000 | Everton Viña del Mar – CSD Colo-Colo 1:2 Víctor Guglielmotti 29 – Sebastián Ignacio González 40, David Andrés Henríquez 42 |
| 25 listopada 2000 | Unión Española – Audax Italiano 2:1 José Luis Jerez 33, Ricardo Queraltó 65 – Marco Olea 5                                 |
| 25 listopada 2000 | CD O’Higgins – Provincial Osorno 2:1 Mauricio Dinamarca 56, Iván Sepúlveda 62 – Silvio Fernández 90                        |
| 25 listopada 2000 | Puerto Montt – Concepción 2:0 Mauricio Andrés Pozo 38s, Eric Lecaros 62                                                    |
| 26 listopada 2000 | CD Huachipato – Santiago Morning 1:2 Luis Ceballos 29 – Nibaldo Rubio 40, Rodrigo Sanhueza 90                              |
| 26 listopada 2000 | CD Palestino – CD Universidad Católica 0:2 Hugo Rolando Brizuela 72, Arturo Norambuena 90                                  |
| 26 listopada 2000 | Club Universidad de Chile – Santiago Wanderers 1:1 Rodrigo Álvaro Tello 48 – Reinaldo Navia 19                             |

### Kolejka 28
| Data           | Mecz |
| -------------- | --- |
| 2 grudnia 2000 | Audax Italiano – Club Universidad de Chile 0:0                                                                                      |
| 2 grudnia 2000 | Concepción – Unión Española 3:2 Mauricio Andrés Pozo 14, 38, Mario Vargas 69 – Ricardo Queraltó 24, Rodrigo Valenzuela 80           |
| 2 grudnia 2000 | Coquimbo Unido – CD Palestino 3:1 Cristián Alejandro Gómez 36, Jorge Díaz 52, André 89 – Clovis Bento 32                            |
| 3 grudnia 2000 | Santiago Morning – Puerto Montt 2:3 Rodrigo Sanhueza 13, Roberto Cerino 47 – Ariel Giles 22, Juan Quiroga 57, Cristián Gutiérrez 81 |
| 3 grudnia 2000 | Provincial Osorno – CD Huachipato 1:1 Jaime Muñoz 88 – Marcelo Suárez 78                                                            |
| 3 grudnia 2000 | Santiago Wanderers – Cobreloa 0:1 Eduardo Bennet 67                                                                                 |
| 3 grudnia 2000 | CSD Colo-Colo – CD O’Higgins 2:1 Pablo Gaglianone 32, Luis Ignacio Quinteros 32 – Ricardo Viveros 13                                |
| 4 grudnia 2000 | CD Universidad Católica – Everton Viña del Mar 1:2 Juan Carlos Madrid 64 – Mario Cáceres 45, Moisés Ávila 61                        |

### Kolejka 29
| Data            | Mecz |
| --------------- | --- |
| 9 grudnia 2000  | CD Palestino – Santiago Wanderers 2:0 Nicolás Tagliani 21, Patricio Sebastián Galaz 76                                                    |
| 9 grudnia 2000  | Santiago Morning – Provincial Osorno 3:3 Francis Ferrero 33, Rodrigo Sanhueza 57, Óscar Daza 89 – Silvio Fernández 24, 76, Jaime Muñoz 90 |
| 9 grudnia 2000  | Cobreloa – Audax Italiano 2:1 Fernando Cornejo 82, Luis Alberto Fuentes 86 – Marco Olea 68                                                |
| 9 grudnia 2000  | CD O’Higgins – CD Universidad Católica 1:1 Alejandro Carrasco 66 – Dante Poli 80                                                          |
| 9 grudnia 2000  | Puerto Montt – Unión Española 0:1 Gustavo Sandoval 4                                                                                      |
| 9 grudnia 2000  | Club Universidad de Chile – Concepción 0:1 Mauricio Andrés Pozo 31                                                                        |
| 10 grudnia 2000 | Everton Viña del Mar – Coquimbo Unido 2:1 Mario Cáceres 38, Arturo Sanhueza 74 – Marcelo Jara 23                                          |
| 10 grudnia 2000 | CD Huachipato – CSD Colo-Colo 2:1 Sergio Gioíno 27, 29 – Sebastián Ignacio González 66                                                    |

### Kolejka 30
| Data            | Mecz |
| --------------- | --- |
| 16 grudnia 2000 | CD Universidad Católica – CD Huachipato 2:2 Rodrigo Ríos 3, Arturo Norambuena 61 – Luis Ceballos 19, Cristián Reynero 31                |
| 16 grudnia 2000 | Santiago Wanderers – Everton Viña del Mar 1:1 Rodrigo Antonio Pérez 66 – Víctor Guglielmotti 78                                         |
| 17 grudnia 2000 | Concepción – Cobreloa 2:1 Mauro Donoso 15, Ángel Ezequiel Garré 76 – Paolo Vivar 67                                                     |
| 17 grudnia 2000 | Audax Italiano – CD Palestino 1:3 Marco Olea 90 – Leonel Marcelo Herrera 21, Clovis Bento 76, Patricio Neira 87                         |
| 17 grudnia 2000 | CSD Colo-Colo – Santiago Morning 5:2 Carlos Reyes 4, Sebastián Ignacio González 46, 57, 62, 88 – Francisco Arrué 87, Francis Ferrero 89 |
| 17 grudnia 2000 | Provincial Osorno – Puerto Montt 2:0 Juan José Ribera 44, Ramón Orellana 56                                                             |
| 17 grudnia 2000 | Coquimbo Unido – CD O’Higgins 3:0 Jorge Díaz 52, 74, André 58                                                                           |
| 17 grudnia 2000 | Unión Española – Club Universidad de Chile 1:2 Rodrigo Valenzuela 13 – Héctor Suazo 22, 74                                              |

### Końcowa tabela sezonu 2000
| Poz | Klub                      | Mecze | Zw | Rem | Por | Pkt | BrZd | BrStr |
| --- | ------------------------- | ----- | -- | --- | --- | --- | ---- | ----- |
| 1   | Club Universidad de Chile | 30    | 18 | 7   | 5   | 61  | 62   | 27    |
| 2   | Cobreloa                  | 30    | 15 | 7   | 8   | 52  | 53   | 36    |
| 3   | CSD Colo-Colo             | 30    | 13 | 10  | 7   | 49  | 58   | 44    |
| 4   | Unión Española            | 30    | 13 | 9   | 8   | 48  | 43   | 38    |
| 5   | Concepción                | 30    | 12 | 9   | 9   | 45  | 30   | 30    |
| 6   | CD Universidad Católica   | 30    | 11 | 11  | 8   | 44  | 51   | 42    |
| 7   | Audax Italiano            | 30    | 11 | 7   | 12  | 40  | 38   | 34    |
| 8   | CD Palestino              | 30    | 11 | 7   | 12  | 40  | 45   | 44    |
| 9   | Santiago Wanderers        | 30    | 10 | 10  | 10  | 40  | 47   | 48    |
| 10  | Santiago Morning          | 30    | 10 | 8   | 12  | 38  | 45   | 54    |
| 11  | Coquimbo Unido            | 30    | 9  | 10  | 11  | 37  | 36   | 47    |
| 12  | CD O’Higgins              | 30    | 10 | 6   | 14  | 36  | 43   | 52    |
| 13  | CD Huachipato             | 30    | 9  | 7   | 14  | 34  | 44   | 48    |
| 14  | Puerto Montt              | 30    | 9  | 7   | 14  | 34  | 42   | 54    |
| 15  | Everton Viña del Mar      | 30    | 8  | 9   | 13  | 33  | 41   | 53    |
| 16  | Provincial Osorno         | 30    | 5  | 8   | 17  | 23  | 37   | 64    |

## Liguilla Pre-Libertadores
Celem turnieju było wyłonienie trzeciego klubu, który miał reprezentować Chile w turnieju Copa Libertadores 2001. W turnieju udział wzięły 4 kluby.
W Copa Libertadores udział wcześniej zapewniły sobie: mistrz Club Universidad de Chile oraz wicemistrz Cobreloa.

### 1/2 finału
| CD Universidad Católica – Santiago Morning 2:1 (1:0) - 19.12 2000 1:0 Juan Carlos Madrid 38, 2:0 Néstor Raúl Gorosito 55, 2:1 Francis Ferrero 71 |
| Audax Italiano – Concepción 0:1 (0:0, 0:0) - 19.12 2000 0:1 Mario Vargas 108 (mecz rozegrany został w Talca)                                     |

### Finał
| CD Universidad Católica – Concepción 2:3 (2:2, 0:2) - 21.12 2000 0:1 Mauricio Andrés Pozo 18, 0:2 Mauricio Andrés Pozo 29, 1:2 Arturo Norambuena 76, 2:2 Hugo Rolando Brizuela 90, 2:3 Luis Chavarría 98 (mecz rozegrany został w Talca) |

Klub Concepción zakwalifikował się do turnieju Copa Libertadores 2001.